# Coccygidium nigrum
Coccygidium nigrum är en stekelart som först beskrevs av Bhat och Gupta 1977.  Coccygidium nigrum ingår i släktet Coccygidium och familjen bracksteklar. Inga underarter finns listade i Catalogue of Life.